# Sarona palolo
Sarona palolo är en insektsart som beskrevs av Asquith 1994. Sarona palolo ingår i släktet Sarona och familjen ängsskinnbaggar. Inga underarter finns listade i Catalogue of Life.